# 能勢町
能勢町（のせちょう）は、大阪府豊能地域にある町。

## 地理
- 妙見山（標高660m:妙見信仰の山）
- 歌垣山（554m:日本三大歌垣のひとつといわれている）
- 深山（標高791m）
- 剣尾山（標高784m）
- 淀川水系猪名川流域の山辺川、大路次川、野間川、田尻川の他、淀川水系保津川、さらに天王地区（北西部天王峠周辺）には加古川水系水無川、武庫川水系羽束川も流れている。

大阪府最北端に位置し、町内は山林・田畑が多く存在する。「大阪の軽井沢」「大阪の北海道」「大阪のチベット」と表現される場合があり、この表現から推察されるように、町内全域が標高200m（天王地区は500m）地帯で大阪市内と6～10℃気温差があり、夏は涼しいものの、冬は氷点下まで下がる日が多いなど冷え込みが厳しく、2012年2月3日には－9.1℃を記録している（天王付近ではー13℃）。日最高気温は、8月が31.2℃、1月が7.4℃。日最低気温は、8月が21.7℃、1月が－1.9℃。年平均気温は13.8℃。
町は中央の山並み（暮坂峠・逢坂峠・名月峠・坂井峠）を境に西と東に分かれており、中学校の校区も同様に分けられている。
最寄駅は能勢電鉄の山下、妙見口であるものの、峠を越えて亀岡・京都市内や三田・篠山方面へも向かうことが可能である。商業施設や行政施設は西地区に集中するものの、豊能警察署が東地区（地黄）に存在するなど町内に各施設が分散している。鉄道駅から距離があること、また国道が整備されていることもあり、自動車・オートバイ・路線バスが重要な移動手段となっている。
| 能勢（1991年 - 2020年）の気候      | 能勢（1991年 - 2020年）の気候 | 能勢（1991年 - 2020年）の気候 | 能勢（1991年 - 2020年）の気候 | 能勢（1991年 - 2020年）の気候 | 能勢（1991年 - 2020年）の気候 | 能勢（1991年 - 2020年）の気候 | 能勢（1991年 - 2020年）の気候 | 能勢（1991年 - 2020年）の気候 | 能勢（1991年 - 2020年）の気候 | 能勢（1991年 - 2020年）の気候 | 能勢（1991年 - 2020年）の気候 | 能勢（1991年 - 2020年）の気候 | 能勢（1991年 - 2020年）の気候 |
| 月                                 | 1月                           | 2月                           | 3月                           | 4月                           | 5月                           | 6月                           | 7月                           | 8月                           | 9月                           | 10月                          | 11月                          | 12月                          | 年                            |
| ---------------------------------- | ----------------------------- | ----------------------------- | ----------------------------- | ----------------------------- | ----------------------------- | ----------------------------- | ----------------------------- | ----------------------------- | ----------------------------- | ----------------------------- | ----------------------------- | ----------------------------- | ----------------------------- |
| 最高気温記録 °C （°F）             | 16.3 (61.3)                   | 19.8 (67.6)                   | 24.1 (75.4)                   | 28.4 (83.1)                   | 32.0 (89.6)                   | 34.7 (94.5)                   | 37.6 (99.7)                   | 37.4 (99.3)                   | 35.8 (96.4)                   | 30.5 (86.9)                   | 25.7 (78.3)                   | 20.3 (68.5)                   | 37.6 (99.7)                   |
| 平均最高気温 °C （°F）             | 7.4 (45.3)                    | 8.3 (46.9)                    | 12.2 (54)                     | 18.1 (64.6)                   | 22.9 (73.2)                   | 25.8 (78.4)                   | 29.4 (84.9)                   | 31.2 (88.2)                   | 27.2 (81)                     | 21.5 (70.7)                   | 15.7 (60.3)                   | 10.0 (50)                     | 19.1 (66.4)                   |
| 日平均気温 °C （°F）               | 2.4 (36.3)                    | 3.1 (37.6)                    | 6.5 (43.7)                    | 12.0 (53.6)                   | 17.1 (62.8)                   | 21.0 (69.8)                   | 24.8 (76.6)                   | 25.9 (78.6)                   | 22.0 (71.6)                   | 16.0 (60.8)                   | 9.9 (49.8)                    | 4.6 (40.3)                    | 13.8 (56.8)                   |
| 平均最低気温 °C （°F）             | −1.9 (28.6)                   | −1.5 (29.3)                   | 1.0 (33.8)                    | 5.9 (42.6)                    | 11.5 (52.7)                   | 16.7 (62.1)                   | 21.0 (69.8)                   | 21.7 (71.1)                   | 17.8 (64)                     | 11.3 (52.3)                   | 4.7 (40.5)                    | 0.0 (32)                      | 9.0 (48.2)                    |
| 最低気温記録 °C （°F）             | −9.1 (15.6)                   | −10.8 (12.6)                  | −6.9 (19.6)                   | −3.5 (25.7)                   | −0.2 (31.6)                   | 6.1 (43)                      | 12.3 (54.1)                   | 13.1 (55.6)                   | 6.7 (44.1)                    | −0.1 (31.8)                   | −3.7 (25.3)                   | −7.4 (18.7)                   | −10.8 (12.6)                  |
| 降水量 mm （inch）                 | 49.9 (1.965)                  | 61.5 (2.421)                  | 100.6 (3.961)                 | 111.0 (4.37)                  | 145.7 (5.736)                 | 181.2 (7.134)                 | 213.0 (8.386)                 | 154.5 (6.083)                 | 192.4 (7.575)                 | 142.8 (5.622)                 | 72.8 (2.866)                  | 57.8 (2.276)                  | 1,483.1 (58.39)               |
| 平均降水日数 （≥1.0 mm）           | 6.5                           | 7.6                           | 9.9                           | 9.9                           | 10.2                          | 11.5                          | 11.8                          | 9.0                           | 10.4                          | 9.0                           | 6.4                           | 7.1                           | 109.3                         |
| 平均月間日照時間                   | 113.4                         | 113.0                         | 147.6                         | 179.2                         | 189.9                         | 132.5                         | 152.2                         | 195.7                         | 150.0                         | 153.8                         | 134.5                         | 122.6                         | 1,784.5                       |
| 出典1：Japan Meteorological Agency |                               |                               |                               |                               |                               |                               |                               |                               |                               |                               |                               |                               |                               |
| 出典2：気象庁                      |                               |                               |                               |                               |                               |                               |                               |                               |                               |                               |                               |                               |                               |

## 歴史
- 1956年（昭和31年） 歌垣村・田尻村・西能勢村が合併して発足。
- 1959年（昭和34年） 東郷村を編入。現在の町域となる。
- 1960年（昭和35年） 町章制定。
- 1963年（昭和38年） 国道173号が制定施行（1971年から建設省直轄化）。
- 1970年（昭和45年）3月17日 皇太子夫妻が来町。青少年総合野外活動センターを視察[2]。
- 1972年（昭和47年） 阪急デマンドバス運行開始（1997年まで）。
- 1973年（昭和48年） 電話自動化により市外局番を072701・072702から0727に統一。
- 1981年（昭和56年） 国道173号（一庫 - 民田間）改良開通。
- 1983年（昭和58年） 国道173号はらがたわトンネル開通。
- 1984年（昭和59年） 国道173号（森上 - 山辺間）改良開通。
- 1988年（昭和63年） 豊能郡美化センター稼動（1997年まで）。
- 1989年（平成元年） 天王中学校が西中学校に統合。
- 1990年（平成2年） 国道173号（山辺 - はらがたわトンネル南口間）開通により全線改良完成、管理権を府へ移管。
- 1997年（平成9年） 豊能郡美化センターにおいてダイオキシン問題発生。
- 1999年（平成11年） 町内循環バス運行開始。能勢浄瑠璃（のせじょうるり）が国の選択無形民俗文化財に選択。
- 2006年（平成18年） 町制50周年を迎える。
キャッチフレーズ「能勢はブラン土（ド）！未来にゆめのせて…」
- 2007年（平成19年） 町内に200人以上の太夫を擁し、子供浄瑠璃や浄瑠璃用劇場など、町ぐるみで浄瑠璃の振興に取り組んでいるとして、「能勢 浄瑠璃の里」がサントリー地域文化賞を受賞[3]。
- 2015年（平成27年）4月1日 豊中市消防局に有償委託することにより消防常備化[4]。町内に豊中市北消防署能勢町分署が開設される[5]。
- 2022年（令和4年）4月1日 過疎地域に指定。豊能町と同時で、大阪府内では4番目。

## 行政
- 町長 上森 一成（2期目）

### 町議会
- 定数：12人
- 任期：2021年5月1日 - 2025年4月30日

| 会派名       | 議席数 | 所属党派     | 女性議員数 | 女性議員の比率（％） |
| ------------ | ------ | ------------ | ---------- | -------------------- |
| 無所属       | 7      |              | 2          | 28.6                 |
| 公明党       | 2      | 公明党       | 1          | 50.0                 |
| 自由民主党   | 1      | 自由民主党   | 0          | 0                    |
| 大阪維新の会 | 1      | 大阪維新の会 | 0          | 0                    |
| 日本共産党   | 1      | 日本共産党   | 0          | 0                    |

（2021年5月1日現在）
- 下水道・上水道とも普及率が低い。ただし、現在下水道工事、府営水道の埋設工事が急速に進んでいる。
- 1997年、町内の「豊能郡美化センター」から高濃度のダイオキシンが検出され操業停止となった。周辺自治体にゴミ処理を委託していたが、2009年4月より川西市・猪名川町・豊能町と共同で建設した「国崎クリーンセンター」で処理を行っている。
- 豊能地区の最大都市である豊中市との結びつきが強く、2015年に町の消防事務を同市に委託。2018年には能勢高校が豊中高校の能勢分校となった。一方で町内には豊中市立青少年自然の家がある。

## 経済

### 産業
秋鹿酒造（有）製造　地酒の秋鹿が知られている。

### 特産品
- 秋鹿酒造（有）製造　日本酒「秋鹿・摂州能勢」、「秋鹿・千秋」、「秋鹿・大吟醸雫酒」、「秋鹿純米大吟醸雫酒」・「一貫造り」、「米・人・心・技」、「秋鹿倉垣・千石谷」他
- でっちようかん

### 工場
- ピップ近畿物流センター
- ボルツ　能勢　大工場
- 東洋プレス工業
- ローゼン製菓能勢工場

### 日本郵政グループ
（2012年12月現在）
- 日本郵便株式会社
  - 西能勢郵便局（森上） - 集配局。
  - 地黄（じおう）郵便局（地黄） - 集配局（なお、集配業務における指示管理等は箕面郵便局の指示管理下にある）。
  - 歌垣郵便局（倉垣）
  - 妙見山（みょうけんざん）簡易郵便局（野間中）
  - 宿野（しゅくの）簡易郵便局（大里）
  - 豊能田尻簡易郵便局（下田尻）

※簡易郵便局を除く各郵便局にゆうちょ銀行のATMが設置されており、西能勢郵便局ではホリデーサービスを実施。

※能勢町内の郵便番号は西部地域が「563-03xx」（西能勢郵便局の集配担当）、東部地域が「563-01xx」（地黄郵便局の集配担当）となっている。

## 姉妹都市・提携都市
- 吹田市（大阪府）
  - 2005年8月29日にフレンドシップ協定に調印。

## 地域

### 人口
平成27年国勢調査により前回調査からの人口増減をみると、12.03％減の10,256人であり、増減率は府下43市町村、72行政区域でともに最下位。
| |                                        |  |
| 能勢町と全国の年齢別人口分布（2005年） | 能勢町の年齢・男女別人口分布（2005年） |  |
| ■紫色 ― 能勢町 ■緑色 ― 日本全国 | ■青色 ― 男性 ■赤色 ― 女性              |  |
| 能勢町（に相当する地域）の人口の推移 \| 1970年（昭和45年） \| 9,521人 \| \| \| 1975年（昭和50年） \| 9,749人 \| \| \| 1980年（昭和55年） \| 10,024人 \| \| \| 1985年（昭和60年） \| 10,389人 \| \| \| 1990年（平成2年） \| 10,850人 \| \| \| 1995年（平成7年） \| 13,876人 \| \| \| 2000年（平成12年） \| 14,186人 \| \| \| 2005年（平成17年） \| 12,897人 \| \| \| 2010年（平成22年） \| 11,650人 \| \| \| 2015年（平成27年） \| 10,256人 \| \| \| 2020年（令和2年） \| 9,079人 \| \| |                                        |  |
| 総務省統計局 国勢調査より |                                        |  |
| 1970年（昭和45年） | 9,521人                                |  |
| 1975年（昭和50年） | 9,749人                                |  |
| 1980年（昭和55年） | 10,024人                               |  |
| 1985年（昭和60年） | 10,389人                               |  |
| 1990年（平成2年） | 10,850人                               |  |
| 1995年（平成7年） | 13,876人                               |  |
| 2000年（平成12年） | 14,186人                               |  |
| 2005年（平成17年） | 12,897人                               |  |
| 2010年（平成22年） | 11,650人                               |  |
| 2015年（平成27年） | 10,256人                               |  |
| 2020年（令和2年） | 9,079人                                |  |

### 教育
- 大阪府立豊中高等学校能勢分校
- 能勢町立能勢ささゆり学園

### 大字
能勢町は1956年（昭和31年）、豊能郡歌垣村・田尻村・西能勢村が合併することにより成立。合併各村の大字を継承した24大字を編成。1959年（昭和34年）、東郷村を編入し、30大字となった。
- 倉垣（旧歌垣村）
- 杉原（旧歌垣村）
- 山内（旧歌垣村）
- 吉野（旧歌垣村）
- 上田尻（旧田尻村）
- 下田尻（旧田尻村）
- 大里（旧西能勢村）
- 柏原（旧西能勢村）
- 片山（旧西能勢村）
- 栗栖（旧西能勢村）
- 下田（旧西能勢村）
- 宿野（旧西能勢村）
- 平通（旧西能勢村）
- 稲地（旧西能勢村）
- 今西（旧西能勢村）
- 上杉（旧西能勢村）
- 神山（旧西能勢村）
- 垂水（旧西能勢村）
- 天王（旧西能勢村）
- 長谷（旧西能勢村）
- 平野（旧西能勢村）
- 森上（旧西能勢村）
- 山田（旧西能勢村）
- 山辺（旧西能勢村）
- 地黄（旧東郷村）
- 野間稲地（旧東郷村）
- 野間大原（旧東郷村）
- 野間出野（旧東郷村）
- 野間中（旧東郷村）
- 野間西山（旧東郷村）

## 隣接している自治体
- 大阪府豊能郡豊能町
- 京都府亀岡市、南丹市
- 兵庫県川西市、丹波篠山市、川辺郡猪名川町

周囲のほとんどを他府県に囲まれており、同じ大阪府の他の町（豊能町）に直接出る道は1本しかない（大阪府道4号茨木能勢線野間峠越えのみ）。

## 交通

### 鉄道路線
町内に鉄道路線なし。能勢電鉄は能勢町に乗り入れていない。町役場へ鉄道を利用する場合の最寄り駅は、能勢電鉄妙見線および日生線の山下駅。能勢町東部へは能勢電鉄妙見線の妙見口駅が最寄りとなる。

### バス

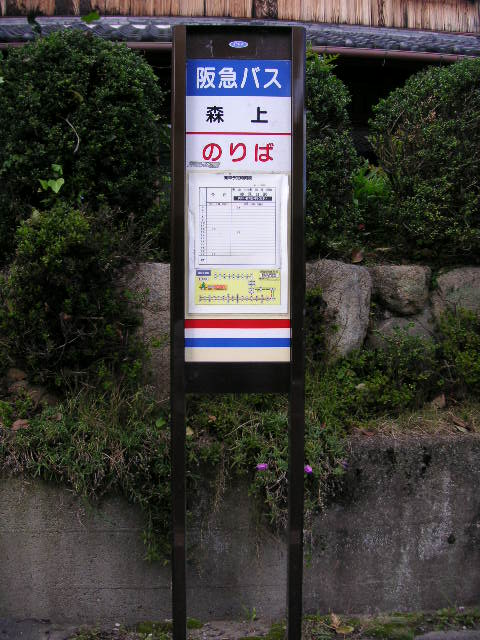
能勢町内で使われている簡易型のバス停（高さは1.5m程度）

町域には鉄道路線が無いため、バス路線が唯一の交通手段であり、府境を越境する生活圏を持つという地理的に特筆される環境であるから、1950年代～1980年代の最盛期には森上および宿野を基点にして阪急バス・京都交通・国鉄バスの3つの事業者が町内に乗り入れていた。阪急バスは池田・山下・杉生から町内の西部を、京都交通は亀岡・吉川・余野から町内の東部を、国鉄バスは天王を経て福住に至る路線をそれぞれ運行していた。

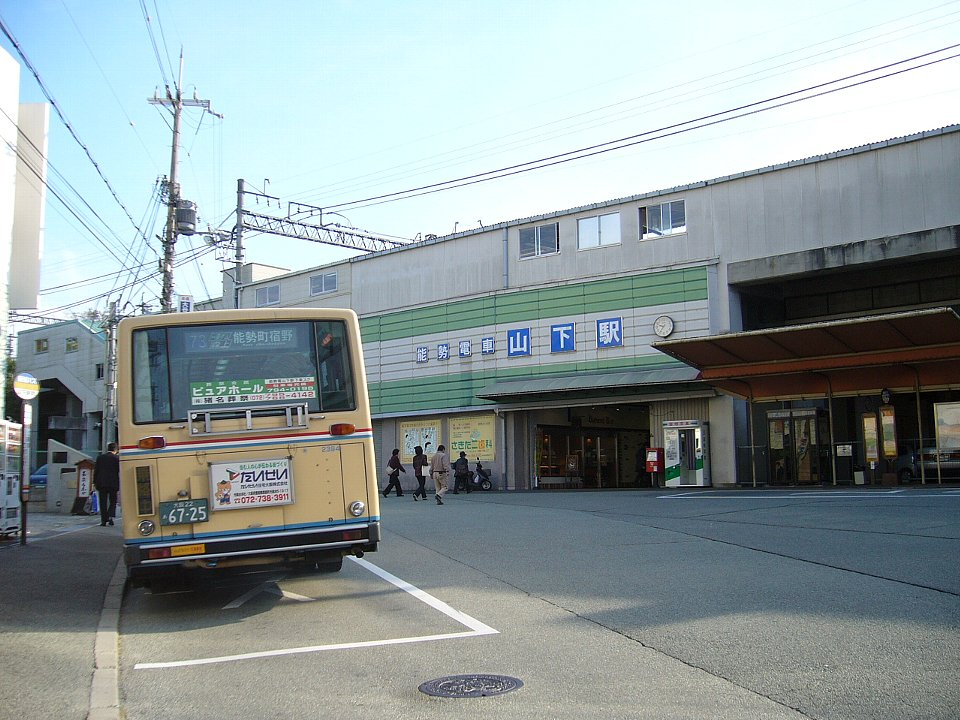
能勢町へ向かう阪急バスはすべての便が山下駅前発着となる

#### 阪急バス
大里に車両基地として能勢営業所があり、阪急田園バスに運行管理業務を委託していた。能勢町は、「地方バス路線維持費補助金」で運行経費の赤字分を負担する。
1972年から1997年には、日本ではじめてデマンドバス「能勢デマンドバス」が運行されていた。
- 西能勢線（阪急バス猪名川営業所）
  - 73系統 山下駅前 - 一庫ダム - 森上 - 能勢町宿野
  - 74系統 山下駅前 - 一庫ダム - 森上 - 能勢町宿野 - 口山内（平日のみ）
  - 77系統 山下駅前 - 一庫ダム - 森上 - 能勢町宿野 - 豊中センター前

#### かつて乗り入れていたバス事業者
- 京都交通
  - 妙見バスに端を発するもので、能勢町の東西間を連絡するもの、豊能町や亀岡駅に至る路線が運行されていた。豊能町吉川（妙見口駅）に車両基地があった。野間出野地域への乗り入れ（出野線）、旧役場のあった今西から上宿野を経て亀岡市畑野町に至る路線（広野線）もあった。
  - 2003年7月に吉川線・野間線・森上線が廃止され、このうち能勢町東部を運行する路線は廃止代替路線（阪急バス妙見口能勢線）に移行した。2005年4月に妙見山から東郷・歌垣を経由して亀岡・京都に至る国道線が廃止されて、京都交通は撤退した。

- 国鉄バス
  - 森上バスセンターから山辺・天王を経て福住に至る西能勢線が運行されていた。1987年に廃止され、町営バスを経て阪急バスに移管されるが、1992年に通学輸送に転換、1999年に町有スクールバスに移行した。

### タクシー
営業エリアは「豊能郡」であり、町内に1社、町外に1社の事業者があった。
日の丸ハイヤー　森上に車庫があったが、2022年現在で能勢町乗合タクシーの運行委託を受けるのみになり、町内の移動には利用できなくなった。そのため、配車は「神戸市域交通圏」を営業エリアとする山下や猪名川・川西の営業所から、府県境を越境して配車する必要がある。
京都タクシー　京都府亀岡市を本社とする事業者で、豊能町のときわ台駅前に営業所があるため、能勢町東部方面へ利用することができる。「豊能郡」を営業エリアとする唯一のタクシー事業者となった。

### 道路

#### 一般国道
- 国道173号、国道477号

#### 主要地方道
- 府道4号茨木能勢線 （猪ノ子峠は未舗装のため、通行が非常に困難）
- 府道54号園部能勢線

#### 一般府道
- 府道104号宿野下田線
- 府道106号吉野下田尻線
- 府道601号杉生能勢線
- 府道602号島能勢線
- 府道603号能勢猪名川線
- 府道604号野間出野一庫線
- 府道605号国崎野間口線
- 府道731号天王亀岡線
- 府道732号亀岡能勢線

## 名所・旧跡・観光スポット・祭事・催事・有名生物

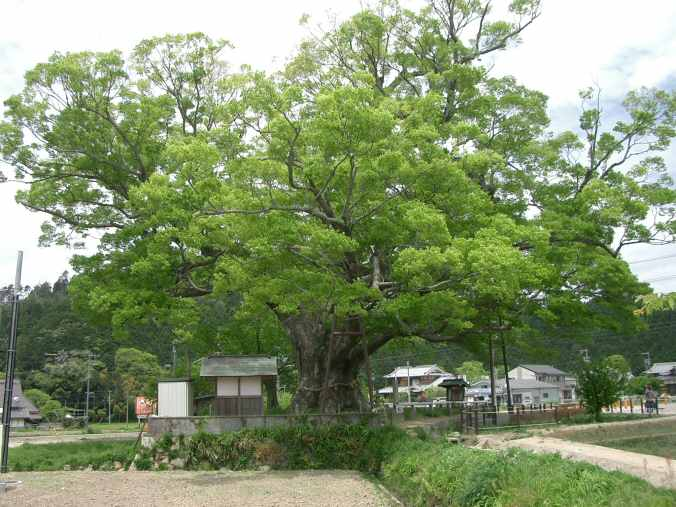
野間の大ケヤキ（2004年撮影）

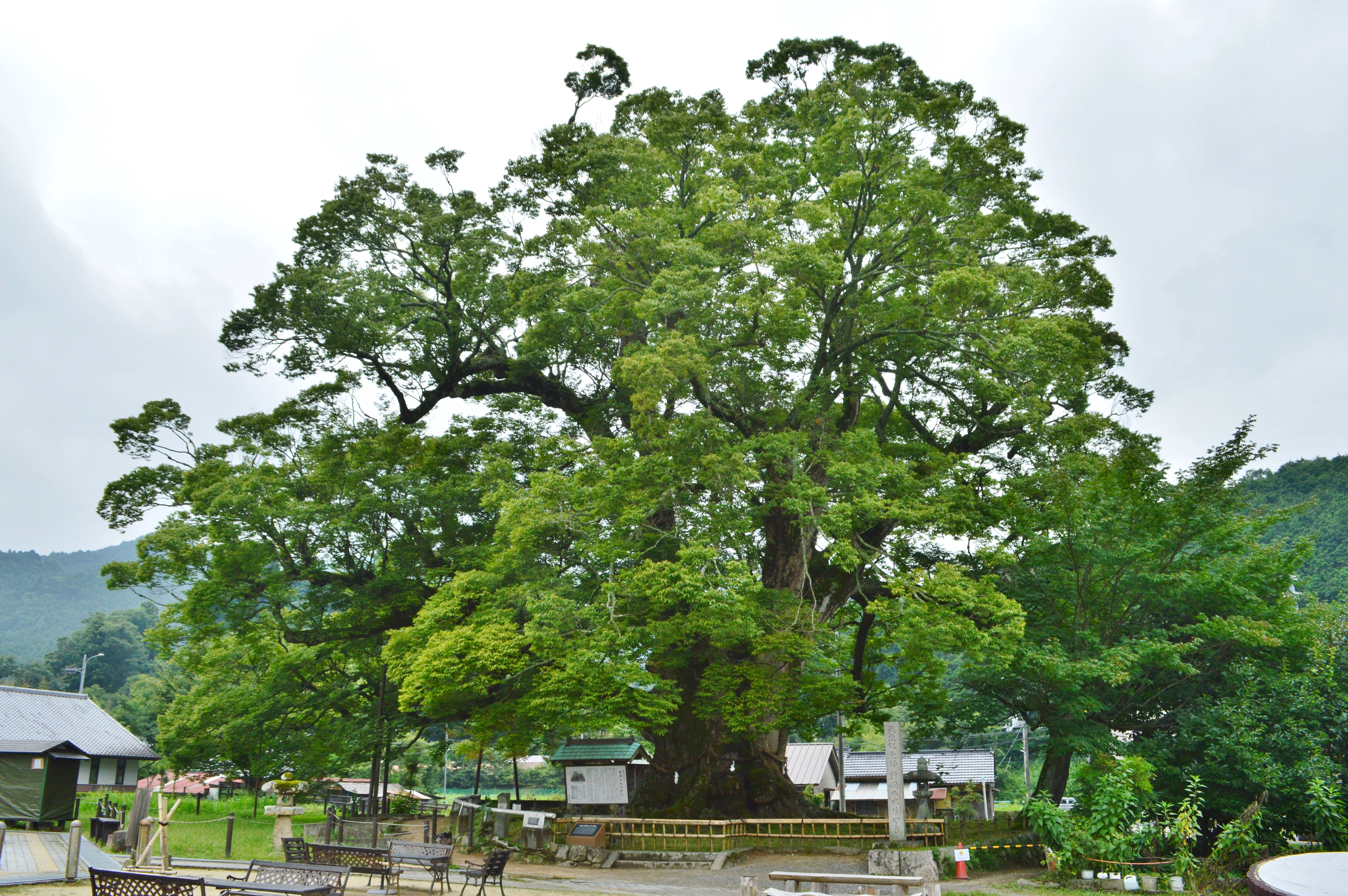
野間の大ケヤキ（2017年撮影）

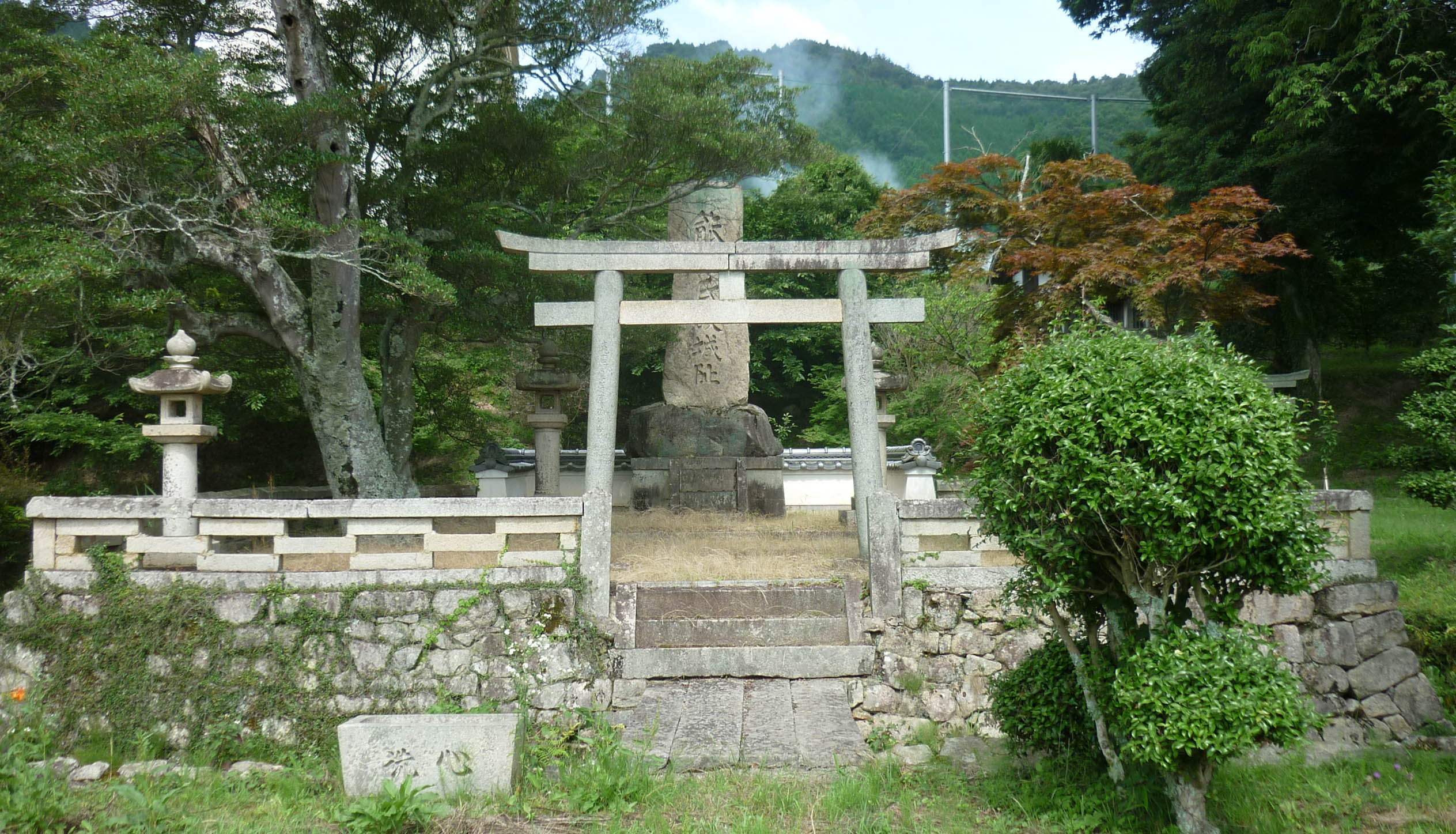
地黄城の石碑

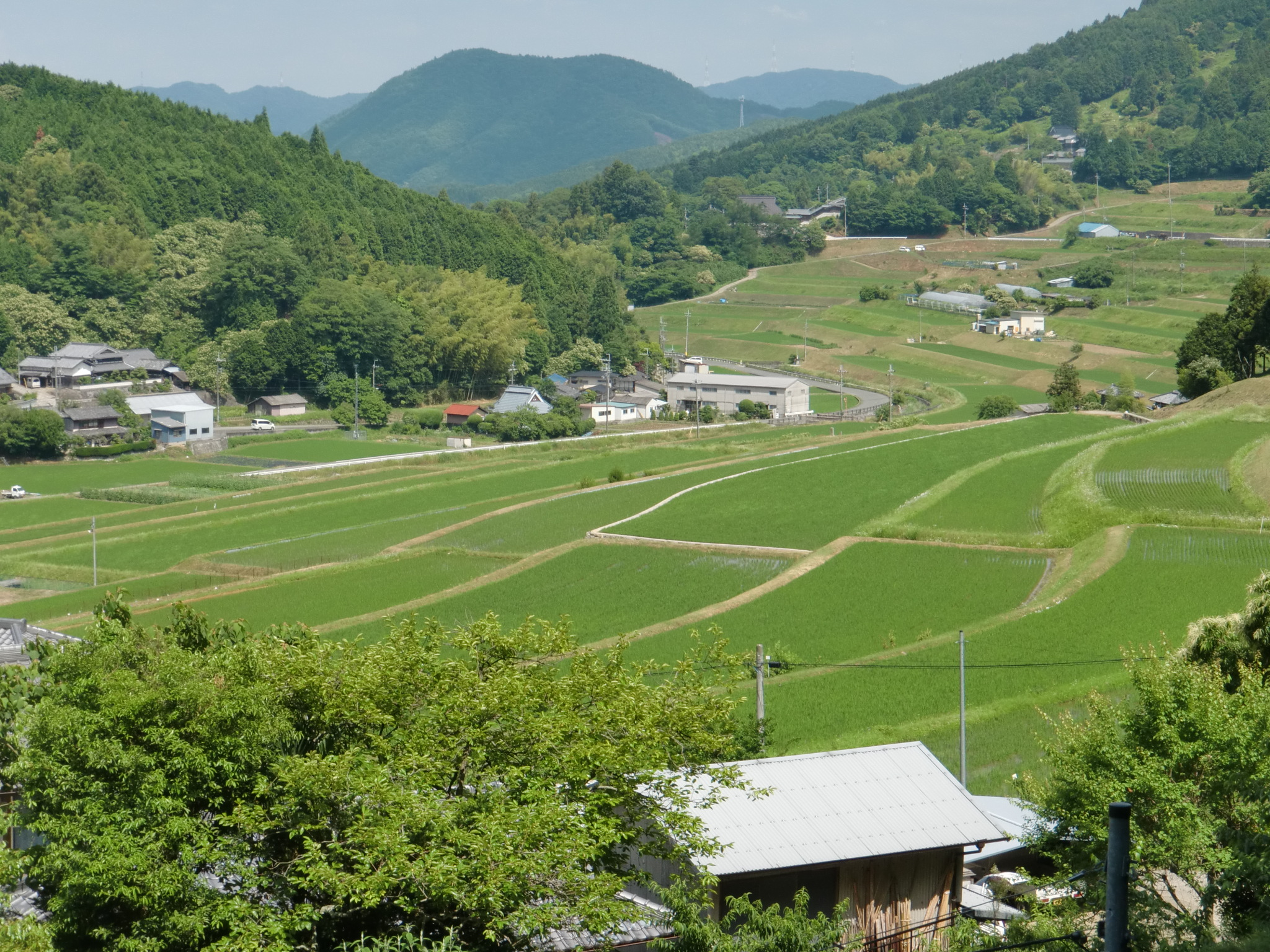
長谷の棚田の初夏景色

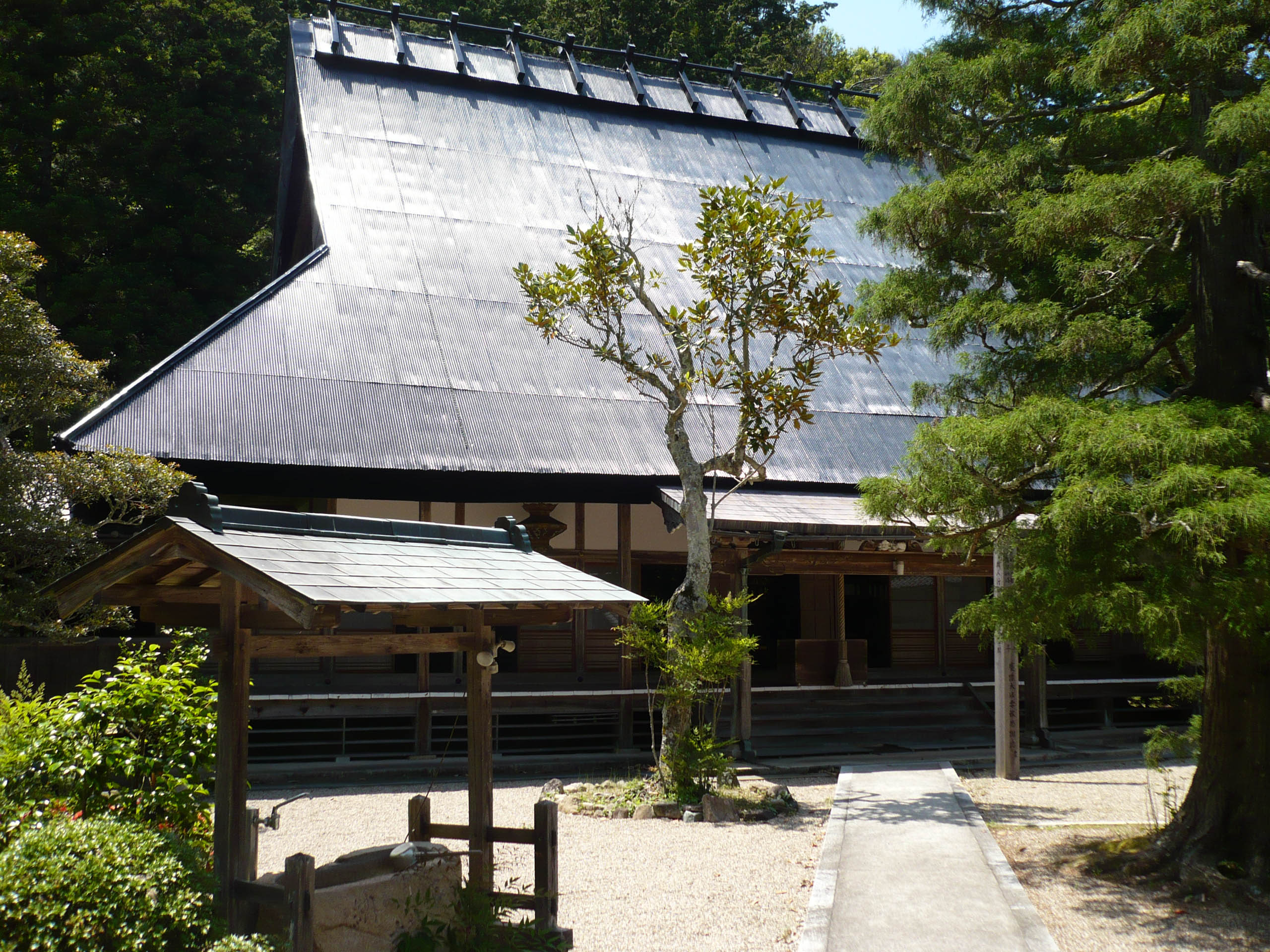
清普寺

- 野間神社：布留（ふる）社、布留宮、布留大明神とも呼ばれている
- 野間の大ケヤキ（推定樹齢1,000年）。大阪みどりの百選に選定されている。
- 野間中古墳群
- 地黄城（じおうじょう）跡：17世紀、能勢頼次が築城。明治維新時に取り壊された。
- 丸山城
- 妙見山
- 剣尾山
- 高岳
- 三草山
- 日蓮宗能勢妙見山
- 本瀧寺 - バイク寺の愛称を持ち、バイク愛好家に人気
- 清普寺 - 本堂など4棟が大阪府指定有形文化財
- 七宝寺（摂津大仏）
- 涌泉寺
- 妙瀧寺
- 長谷（ながたに）の棚田
- ニホンジカ
- オオサンショウウオ（特別天然記念物）
- モリアオガエル
- ヒロオビミドリシジミ（蝶）
- オオクワガタ
- オオムラサキ
- 大阪府青少年野外活動センター
- 自然休養村
- 浄るりシアター（ふるさと会館）
- 国体記念スポーツセンター
1997年なみはや国体開催のために作られた。2006年にはのじぎく兵庫国体ライフル射撃競技が、兵庫県内に施設がないためここで開催された。
- B&G海洋センター（プールと体育館）
- 道の駅「能勢（くりの郷）」・能勢町観光物産センター（6 - 11月は朝市開催）
- 能勢温泉（旧かんぽの宿能勢（2007年3月で閉鎖）が民間に売却され再オープン）
- 汐の湯温泉 - 日帰り温泉・旅館

### 祭り
- 能勢町民カーニバル 能勢栗まつり（体育の日）
- 能勢町民カーニバル 能勢農業文化祭（文化の日）
- 能勢浄るり音頭まつり・商工会青年部夏まつり合同祭「よっほいせ」